# Sierne (Genève)
Pour les articles homonymes, voir Sierne.
Sierne est un hameau de la commune de Veyrier à Genève.

## Géographie
Le hameau est construit sur une colline entourée de champs cultivés et de bosquets, lovés contre l'Arve qui forme frontière avec les communes de Chêne-Bougeries et de Thônex au Nord. La route menant de Genève à Veyrier par le pont de Sierne est à l'Ouest du hameau. À l'Est se trouve la frontière avec la France. La ville de Veyrier est au Sud, au-delà du « Petit-Veyrier ».

## Histoire
« Sierne » est une variante de « Cierne », dont l'étymologie renvoie aux pâturages, prairies ou clairières, défrichés en cercles. On trouve « Sernie » en 1295. « Forêt défrichée ».
Un cimetière du haut Moyen Âge a été trouvé à Sierne.
En 1357, une reconnaissance féodale faite à la demande du Chapitre de la cathédrale permet de se faire une idée précise de ce qui était alors un village. Il y a 15 « feux » (ou familles, environ 75 personnes), dont la famille Patry qui exploite quarante parcelles et jouera un rôle important à Sierne jusqu'au XVIIIe siècle. Des moulins fonctionnent au fil de l'Arve, et le village est doté d'une église. La localité ne compte plus que huit feux en 1518.
À la suite de la Réforme, et comme les terres de Sierne dépendaient auparavant du Chapitre cathédral, le hameau devient une enclave genevoise et protestante entourée par la Savoie.
De grandes propriétés y ont été construites aux XVIIe et XVIIIe siècles, les familles aisées de Genève investissent dans ces terres (développement de l'agronomie) et viennent y passer l'été. Sierne cesse d'être genevoise en 1754 lors d'un échange de terres avec le royaume de Sardaigne. La seigneurie de Sierne est acquise en 1770 par Pierre-Claude de La Fléchère, qui unifie ainsi ses terres qui forment désormais le comté de Veyrier. Le premier pont sur l'Arve est construit en 1778, dans le cadre d'une stratégie des ducs de Savoie visant à contourner Genève pour le commerce avec la Suisse, via le port construit à Bellerive et le lac Léman.
Lors de l'entrée de Genève dans la Confédération en 1815, Sierne redevient genevoise au sein de la nouvelle commune de Veyrier. Au XIXe siècle le hameau a pris un aspect résidentiel, il est constitué de trois maisons de maîtres avec fermes et dépendances.